# Гилрут, Дженни
Дженни Гилрут (англ. Jenny Gilruth), полное имя Дженнифер Мадэлэн Гилрут (англ. Jennifer Madeleine Gilruth; род. 1984, Абердин, Великобритания) — британский шотландский социолог и политик.
Член Шотландской национальной партии. С 2020 года министр по связям с Европой и международным отношениям в правительстве Шотландии. Член парламента Шотландии от округа Центральный Файф и Гленротс с 2016 года.

## Личная жизнь
Родилась в 1984 году в Абердине. Росла в Банффе в Абердиншире, откуда, вместе с семьёй, переехала в Серс в Файфе. Училась в Мадрас-колледже в Сент-Эндрюсе. Окончила университет Глазго, получив степень в области социологии и политологии. Защитила диплом о профессиональном образовании в Стратклайдском университете.
Перед избранием в парламент Шотландии, Гилрут работала старшим преподавателем социальных дисциплин в римско-католической средней школе Святого Колумбы в Данфермлине. До этого она работала национальным специалистом по развитию квалификаций в государственном агентстве «Образование Шотландии» и преподавала современные исследования в Королевской средней школе в Эдинбурге. Она выдержала экзамены Шотландского квалификационного органа и является опубликованным автором.
Дженнифер Мадэлэн Гилрут — открытая лесбиянка. 15 июля 2017 года она вступила в гражданское партнёрство с Кезией Дагдэйл, которая в то время была лидером Лейбористской партии Шотландии.

## Политическая деятельность
В апреле 2016 года Гилрут была выдвинута кандидатом от Шотландской национальной партии в округе Центральный Файф и Гленротс. Она победила на выборах в парламент Шотландии 5 мая 2016 года; за неё проголосовали 15 555 избирателей. Гилрут набрала беспрецедентные 54,9 % голосов, что было в два раза больше, чем у кандидата от Лейбористской партии Кей Моррисон, занявшей второе место. Она сменила Тришу Марвик, которая была спикером в IV парламенте Шотландии в 2011—2016 годах.
В феврале 2020 года Гилрут вошла в состав правительства Шотландии, заняв место министра по связям с Европой и международным отношениям в рамках перестановок после отставки министра финансов Дерека Маккея.